# 伊斯許理度賣命
伊斯許理度賣命（いしこりどめ の みこと）為《古事記》記述之名（另作櫛石窗神或豐石窗神），《日本書紀》寫作石凝姥命，祂是日本神話裡出現的神祇，也是作鏡連（かがみづくり の むらじ）的祖先，別名為石凝杼賣命、石凝戶邊神（いしこりとべ の かみ）等。此外，根據《先代舊事本紀》的記載，石凝姥命乃天糠戶命（あまのぬかと の みこと，《日本書紀》之第三種說法記作「天拔戶」）之子。

## 概要

### 日本書紀之記載
按《日本書紀》卷第一之記載，第一種說法描述因素戔嗚尊胡作非為，天照大神躲入天磐戶而閉坐其中，高天原及葦原中國陷入一片黑暗。故八百萬神命思兼神想辦法，後者命石凝姥命為冶工，採集天香山之金製作日矛鏡、剝真名鹿之皮以作天羽皮吹；故此神即位在紀伊國的「日前大神」。另外第三種說法則提到天兒屋命挖掘天香山之真阪木，上枝懸掛鏡作遠祖、天拔戶之子石凝戶邊所作的八咫鏡；中枝懸吊玉作遠祖、伊奘諾尊之子天明玉所作八阪瓊之曲玉；下枝懸以粟國忌部遠祖、天日鷲所作之木棉，然後命忌部首遠祖、大玉命執取這串真阪木，口誦祝詞以祈禱。
後來天津彥彥火瓊瓊杵尊降臨葦原中國，天照大神賜給祂八坂瓊曲玉、八咫鏡、草薙劍等三種寶物，並命令中臣祖先天兒屋命、忌部祖先太玉命、猨女祖先天鈿女命、鏡作祖先石凝姥命、玉作祖先玉屋命等五位神明陪伴。

### 先代舊事本紀之記載
《先代舊事本紀》卷第二神祇本紀提到，石凝姥命被思兼神命為冶工，採天八湍河之川上天堅石，全剝真名鹿皮製作天之羽備；又採天香山之銅鑄造「日矛鏡」，此鏡乃紀伊國所坐之國懸神（即現在國懸神宮之國懸大神）。思兼神又命石凝姥命之子天糠戶神採天香山之銅造出「日像鏡」（即現在日前神宮之日前大神），最後才製作出八咫鏡。

### 古事記之記載
《古事記》上卷的記載和《日本書紀》的神話故事近似，天照大御神遁入天石屋戶後，思金神選天安河之天堅石及採天金山之鐵而求鍛人天津麻羅；命伊斯許理度賣命造出八咫鏡；命科御祖命作五百個八尺瓊勾玉；召天兒屋命、布刀玉命拔天香山雄鹿肩骨，以天香山所生朱櫻燒之為卜。一切準備好之後，將八咫鏡、八尺瓊勾玉懸掛在枝繁楊桐樹上，讓布刀玉命捧著，並由天兒屋命頌禱祝詞。
後來天孫降臨時，天照大神之孫日子番能邇邇藝命降臨葦原中國之際，天照大神命天兒屋命、布刀玉命、天宇姬命、伊斯許理度賣命、玉祖命等五位神明陪伴在側。

## 解說
神名中的「石凝（いしこり）」意謂利用石頭作為鑄型，倒入熔化之鐵以等待凝固，令人聯想到製造鏡子的過程。因此，日本民間將此神明視為鍛冶、金屬加工之神。

## 信仰
在日本主祭伊斯許理度賣命的神社計有下述：
- 日前神宮與國懸神宮（和歌山縣和歌山市）
- 鞴神社（大阪府大阪市天王寺區）
- 中山神社 (津山市)（岡山縣津山市一宮）
- 鏡作坐天照御魂神社（日语：鏡作坐天照御魂神社）（奈良縣磯城郡田原本町）
- 岩山神社（日语：岩山神社 (新見市上熊谷寺元)）（岡山縣新見市）

## 內部連結
- 天岩戶
- 日前神宮與國懸神宮
- 日像鏡與日矛鏡

## 外部連結
- （日語）石凝姥神
- （日語）日前神宮・國懸神宮（日前宮）公式サイト